# It's Bruno!
It's Bruno! (conocida en Hispanoamérica como Los paseos de Bruno) es una serie de televisión estadounidense creada por Solvan Naim, estrenada en Netflix el 17 de mayo de 2019 y protagonizada por Naim, Rob Morgan y la nicaragüense Shakira Barrera. La serie relata la historia de "un hombre y su perro puggle llamado Bruno, mientras recorren las calles de Bushwick, Brooklyn".
En 2019 fue nominada en la categoría "serie sobresaliente de comedia o drama de formato corto" en la edición número 71 de los Premios Emmy.

## Reparto
- Solvan Naim es Malcolm
- Rob Morgan es Harvey
- Shakira Barrera es Lulu
- Johnnie Mae es Maureen
- Joe Perrino es Mario
- Donnell Rawlings es Carl
- Eden Marryshow es Chris
- Jade Eshete es Rosa
- Sam Eliad es Charlie
- Omar Scroggins es TJ
- Adriane Lenox es Jizzel
- Kathiamarice Lopez es Leslie
- Devale Ellis es Nelson
- Eddie J. Hernandez es Billy Bailando
- Anthony L. Fernandez es Barry
- Anthony Valderrama es Cuban Tone
- Katie Rich es Ranger Debecki

## Episodios
| N.º | Título                  | Dirigido por | Escrito por               | Fecha de emisión original |
| --- | ----------------------- | ------------ | ------------------------- | ------------------------- |
| 1   | «Operation Turkey Meat» | Solvan Naim  | Solvan Naim               | 17 de mayo de 2019        |
| 2   | «Sh*t and Run»          | Solvan Naim  | Solvan Naim               | 17 de mayo de 2019        |
| 3   | «An Angie Is Born»      | Solvan Naim  | Solvan Naim               | 17 de mayo de 2019        |
| 4   | «Lovely Lulu»           | Solvan Naim  | Solvan Naim               | 17 de mayo de 2019        |
| 5   | «War of the Walkers»    | Solvan Naim  | Solvan Naim y David Ebert | 17 de mayo de 2019        |
| 6   | «Rock Bottom»           | Solvan Naim  | Solvan Naim y David Ebert | 17 de mayo de 2019        |
| 7   | «Ranger Danger»         | Solvan Naim  | Solvan Naim y David Ebert | 17 de mayo de 2019        |
| 8   | «Welcome Bruno»         | Solvan Naim  | Solvan Naim y David Ebert | 17 de mayo de 2019        |

## Recepción
It's Bruno! ha recibido críticas positivas. En Rotten Tomatoes cuenta con un 100% de aprobación por parte de la audiencia. Joel Keller del portal Decider se refirió de la siguiente manera a la serie: "It's Bruno! no te quitará mucho tiempo, las historias de Naim sobre su vecindario de Bushwick son entretenidas, y además, Bruno es adorable". Dan West, de Pop Culture Leftovers, afirmó: "Cuando se considera el trabajo de un joven creador, ya sea de cine, televisión o música, se hace evidente que esta persona sabe lo que está haciendo".